# Campeonato Sul-Mato-Grossense 2001
In 2001 werd het 23ste Campeonato Sul-Mato-Grossense gespeeld voor voetbalclubs uit de Braziliaanse staat Mato Grosso do Sul. De competitie werd georganiseerd door de Federação de Futebol de Mato Grosso do Sul en werd gespeeld van 25 maart tot 28 juli. Comercial werd kampioen.

## Eerste fase

### Groep A
| Plaats | Club       | Wed. | W | G | V | Saldo | Ptn. |
| ------ | ---------- | ---- | - | - | - | ----- | ---- |
| 1.     | Comercial  | 8    | 6 | 1 | 1 | 16:8  | 19   |
| 2.     | CENE       | 8    | 4 | 1 | 3 | 21:8  | 13   |
| 3.     | Ladário    | 8    | 3 | 1 | 4 | 14:15 | 10   |
| 4.     | Riachuelo  | 8    | 3 | 0 | 5 | 17:15 | 9    |
| 5.     | Moreninhas | 8    | 2 | 1 | 5 | 6:28  | 4    |

|  | Geplaatst voor tweede fase |

### Groep B
| Plaats | Club                 | Wed. | W | G | V | Saldo | Ptn. |
| ------ | -------------------- | ---- | - | - | - | ----- | ---- |
| 1.     | Ivinhema             | 10   | 5 | 5 | 0 | 17:5  | 20   |
| 2.     | Ponta Porã           | 10   | 5 | 2 | 3 | 19:14 | 17   |
| 3.     | Operário de Dourados | 10   | 4 | 5 | 1 | 21:10 | 17   |
| 4.     | Mundo Novo           | 10   | 3 | 3 | 4 | 9:17  | 12   |
| 5.     | Maracaju             | 10   | 2 | 4 | 4 | 8:12  | 10   |
| 6.     | Nova Andradina       | 10   | 1 | 1 | 8 | 7:23  | 4    |

|  | Geplaatst voor tweede fase |

### Groep C
| Plaats | Club                     | Wed. | W | G | V | Saldo | Ptn. |
| ------ | ------------------------ | ---- | - | - | - | ----- | ---- |
| 1.     | Cassilandense            | 8    | 4 | 2 | 2 | 12:4  | 14   |
| 2.     | Operário de Campo Grande | 8    | 3 | 5 | 0 | 7:3   | 14   |
| 3.     | Taveirópolis             | 8    | 3 | 4 | 1 | 14:3  | 13   |
| 4.     | Misto                    | 8    | 1 | 5 | 2 | 7:12  | 8    |
| 5.     | União                    | 8    | 0 | 2 | 6 | 3:20  | 2    |

|  | Geplaatst voor tweede fase |

## Tweede fase

### Groep D
| Plaats | Club                 | Wed. | W | G | V | Saldo | Ptn. |
| ------ | -------------------- | ---- | - | - | - | ----- | ---- |
| 1.     | Comercial            | 6    | 3 | 2 | 1 | 14:6  | 11   |
| 2.     | Cassilandense        | 6    | 3 | 2 | 1 | 6:7   | 11   |
| 3.     | Ponta Porã           | 6    | 1 | 2 | 3 | 6:8   | 5    |
| 4.     | Operário de Dourados | 6    | 1 | 1 | 4 | 6:11  | 4    |

|  | Geplaatst voor derde fase |

### Groep E
| Plaats | Club                     | Wed. | W | G | V | Saldo | Ptn. |
| ------ | ------------------------ | ---- | - | - | - | ----- | ---- |
| 1.     | CENE                     | 6    | 3 | 3 | 0 | 6:1   | 12   |
| 2.     | Operário de Campo Grande | 6    | 1 | 4 | 1 | 7:5   | 7    |
| 3.     | Taveirópolis             | 6    | 1 | 3 | 2 | 5:10  | 6    |
| 4.     | Ivinhema                 | 6    | 0 | 4 | 2 | 5:7   | 4    |

|  | Geplaatst voor derde fase |

## Derde fase
|  | Halve finale  | Halve finale  | Halve finale |   |           | Finale | Finale | Finale |
|  |               |               |              |   |           |        |        |        |
|  | Operário      | 0             | 1            |   |           |        |        |        |
|  | Comercial     | 1             | 3            |   |           |        |        |        |
|  | Comercial     | 1             | 3            |   | Comercial | 1      | 4      |        |
|  |               |               |              |   | Comercial | 1      | 4      |        |
|  |               | Cassilandense | 1            | 1 |           |        |        |        |
|  | Cassilandense | Cassilandense | 1            | 1 | 4         | 0      |        |        |
|  | Cassilandense |               |              |   | 4         | 0      |        |        |
|  | CENE          | 2             | 1            |   |           |        |        |        |

### Kampioen
| Campeonato Sul-Mato-Grossense de 2001 |
| Mato Grosso do Sul                    |
| ------------------------------------- |
| Comercial Kampioen (7° titel)         |